# BGL BNP Paribas
BGL BNP Paribas (voorheen Frans: Banque générale du Luxembourg, BGL) is een Luxemburgse dochteronderneming van moederbedrijf BNP Paribas sinds mei 2009.
In 1919 werd Banque Générale du Luxembourg (BGL) opgericht door Generale Maatschappij van België en Luxemburgse en Belgische partners. Tot 1928 breidde BGL flink uit in België, Luxemburg en Frankrijk en bood een breed pakket van financiële diensten aan. Vanaf 1935 zijn alle activiteiten ondergebracht in en gericht op Luxemburg.
Na de moeilijke oorlogsjaren verwierf Luxemburg in die jaren zestig een sleutelpositie in de internationale financiële wereld. In Milaan, Hongkong, Frankfurt en Zürich worden kantoren geopend. In 1984 verkreeg BGL een beursnotering aan de Luxembourg Stock Exchange. In 2000 vormden BGL en het Belgisch-Nederlandse Fortis een strategisch partnership, waarbij Fortis geleidelijk bijna 100% van alle aandelen BGL in handen kreeg.
Van november 2005 tot oktober 2008 heeft de bank gewerkt onder de naam Fortis Banque Luxembourg. Als een gevolg van de kredietcrisis verleende de Luxemburgse staat in september 2008 een lening van 2,5 miljard euro aan de Fortis Banque Luxembourg. Deze lening was converteerbaar in aandelen en de bank werd uiteindelijk - tijdelijk - genationaliseerd. Hierna is de bank vergegaan als Banque générale du Luxembourg. In 2009 nam het Franse BNP Paribas 67% van de aandelen van de Luxemburgse staat over. Vanaf 2009 opereert de bank onder de naam BGL BNP Paribas.
In Luxemburg is BGL BNP Paribas, na ArcelorMittal, met zo'n 4000 medewerkers de tweede grootste werkgever.
Deze bank is sponsor van het jaarlijkse tennistoernooi: WTA-toernooi van Luxemburg.